# Wojciechówka (Urzejowice)
Wojciechówka – część wsi Urzejowice w Polsce, położona w województwie podkarpackim, w powiecie przeworskim, w gminie Przeworsk. 
W latach 1975–1998 Wojciechówka położona była w województwie przemyskim.
Wojciechówka jest położona około 3 km od centrum Przeworska, przy trasie Przeworsk-Dynów, a także wzdłuż odchodzącej od niej drogi lokalnej w kierunku Dębowa.